# LNWR-Klasse John Hick
Die John Hick-Klasse war eine Baureihe von zehn Dreizylinder-Verbundlokomotiven, die von Francis William Webb für die London and North Western Railway (LNWR) entworfen und zwischen 1894 und 1898 in den bahneigenen Werkstätten in Crewe hergestellt wurden. 

## Geschichte

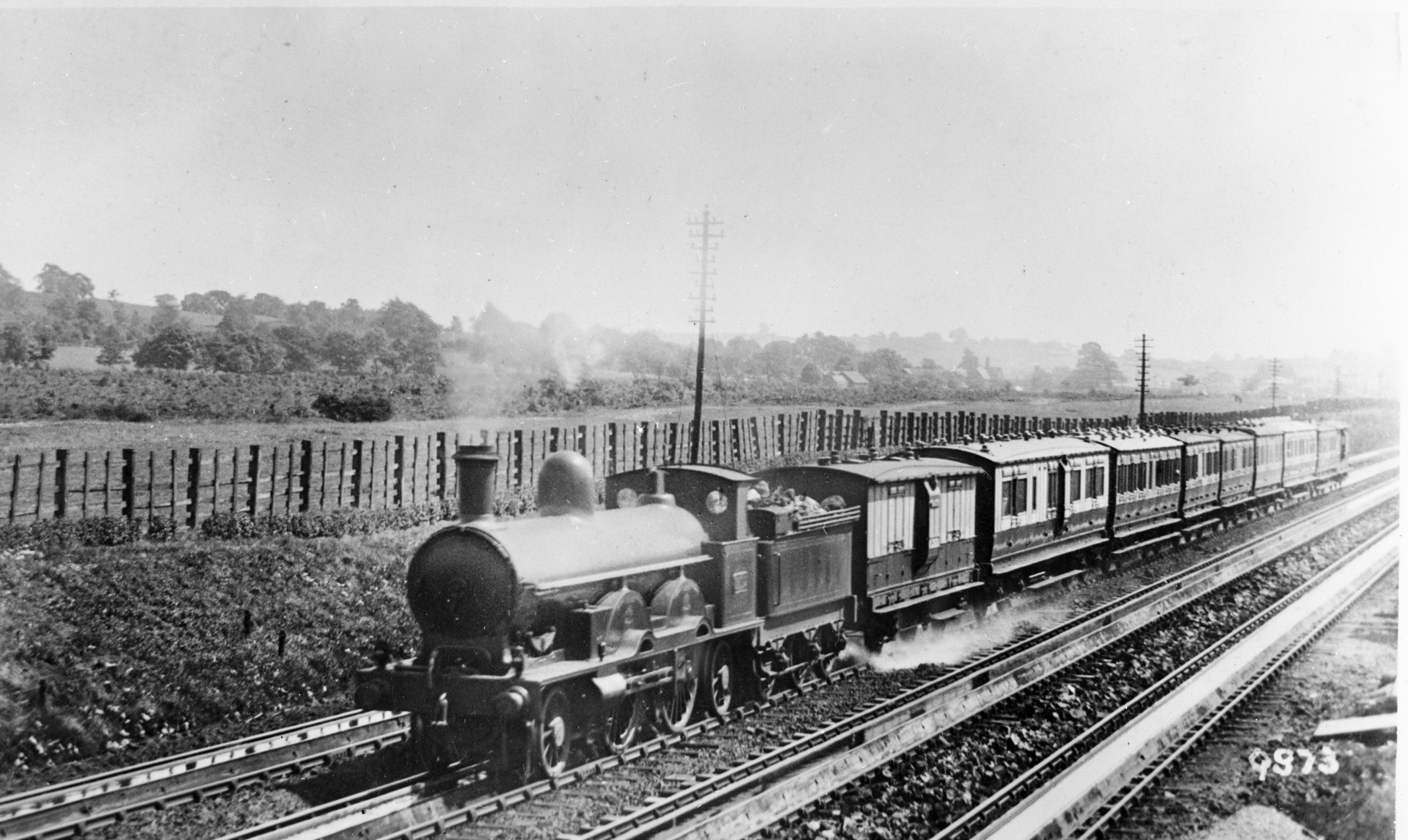
Nr. 20 John Hick beim Wasserfassen während der Fahrt, 1895

Diese Baureihe war eine Weiterentwicklung der von Webb 1891 konstruierten Greater Britain. Die erste der zehn Lokomotiven wurde im Februar 1894 in den bahneigenen Werkstätten in Crewe gebaut, die neun weiteren Exemplare entstanden 1898. Der wesentliche Unterschied waren die deutlich kleineren Lauf- und Treibräder, wodurch die Zugkraft bedeutend gesteigert wurde und die Lokomotiven fähig gemacht werden sollten, auch die ungünstige Strecke zwischen Crewe und Carlisle auf der West Coast Main Line zu befahren. Die Ergebnisse waren jedoch nicht so befriedigend wie erhofft und die Maschinen wurden vor Schnellzügen auf anderen Strecken eingesetzt.
Es war die letzte von Webb entwickelte Verbundlokomotiv-Baureihe mit ungekuppelten Treibradsätzen. Die Lokomotiven blieben bis zu Webbs Ruhestand im Dienst. Sein Nachfolger George Whale bevorzugte jedoch einfache Heißdampflokomotiven und ließ die Maschinen zwischen 1907 und 1912 abstellen und verschrotten.

### Nummerierung
Alle Lokomotiven wurden nach berühmten Ingenieuren benannt, deren Vor- und Nachnamen auf zwei Typenschilder verteilt waren, eines auf jedem Treibradsatz.
| Nummer | Name              | Werksnummer | Baujahr | Verschrottet | Anmerkungen                 |
| ------ | ----------------- | ----------- | ------- | ------------ | --------------------------- |
| 20     | John Hick         | 3505        | 1894    | 1910         |                             |
| 1505   | Richard Arkwright | 3858        | 1898    | 1912         |                             |
| 1512   | Henry Cort        | 3859        | 1898    | 1907         |                             |
| 1534   | William Froude    | 3860        | 1898    | 1909         |                             |
| 1535   | Henry Maudsley    | 3861        | 1898    | 1910         | Name war falsch geschrieben |
| 1536   | Hugh Myddleton    | 3862        | 1898    | 1909         |                             |
| 1548   | John Penn         | 3863        | 1898    | 1909         |                             |
| 1549   | John Rennie       | 3864        | 1898    | 1909         |                             |
| 1557   | Thomas Savery     | 3865        | 1898    | 1909         |                             |
| 1559   | William Siemens   | 3866        | 1898    | 1910         |                             |